# Cúp quốc gia Scotland 1890–91
 Cúp quốc gia Scotland 1890–91 là mùa giải thứ 18 của giải đấu bóng đá loại trực tiếp uy tín nhất Scotland. Chức vô địch thuộc về Heart of Midlothian khi đánh bại Dumbarton 1-0 trong trận Chung kết.

## Vòng Một
| Đội nhà                 | Tỉ số  | Đội khách             |
| ----------------------- | ------ | --------------------- |
| Abercorn                | 8 – 0  | Irvine                |
| Annan                   | 2 – 8  | Dumfries Wanderers    |
| Arthurlie               | 2 – 5  | St Mirren             |
| Ayr                     | Thắng  | Kilbarchan            |
| Ayr Parkhouse           | 6 – 1  | Kilbirnie             |
| Bathgate Rovers         | 3 – 2  | Dunfermline Athletic  |
| Battlefield             | 1 – 4  | Third Lanark          |
| Brechin                 | 3 – 4  | Kirriemuir            |
| Bridge of Allan         | 7 – 2  | Southfield Rangers    |
| Broxburn                | Thắng  | West Calder           |
| Burnbank Swifts         | 11 – 0 | United Abstainers     |
| Burntisland Thistle     | 4 – 2  | Bonnyrigg Rose        |
| Caledonian              | 2 – 1  | Victoria United       |
| Cambuslang              | 3 – 1  | Glasgow Wanderers     |
| Camelon                 | 4 – 3  | Alloa Athletic        |
| Campsie                 | 4 – 1  | Laurieston            |
| Campsie Hibernian       | 3 – 6  | Clydesdale Athletic   |
| Carlton                 | Thắng  | Lugar                 |
| Carrington              | 1 – 2  | Albion Rovers         |
| Cartha                  | Thắng  | Carfin Shamrock       |
| Cathcart                | 5 – 3  | Pollokshaws Harp      |
| Celtic                  | 1 – 0  | Rangers               |
| Clackmannan             | 9 – 0  | Milton of Campsie     |
| Clyde                   | 7 – 2  | Whitefield            |
| Cowdenbeath             | 10 – 1 | Linlithgow Athletic   |
| Cowlairs                | 1 – 3  | Airdrieonians         |
| Crieff                  | Thắng  | Vale of Atholl        |
| Dalry                   | 5 – 2  | Pollokshaws           |
| Denny                   | 0 – 4  | Alloa                 |
| Douglas Rovers          | 0 – 5  | Fifth KRV             |
| Dundee Wanderers        | 3 – 3  | Arbroath              |
| Dunipace                | Thắng  | Vale/Leven Wanderers  |
| East Stirlingshire      | 8 – 2  | Grangemouth           |
| Fair City Athletic      | 7 – 3  | Dunblane              |
| Bo'ness                 | Thắng  | Blair Adam            |
| Forfar Athletic         | 2 – 7  | Dundee Our Boys       |
| Greenock Abstainers     | 0 – 13 | Newmilns              |
| Hamilton Academical     | Thắng  | Linthouse             |
| Heart of Midlothian     | 7 – 2  | Raith Rovers          |
| Inveraray               | 4 – 1  | Lochgilphead          |
| Inverness Thistle       | 2 – 4  | Inverness Caledonian  |
| Kelvinside Athletic     | 1 – 1  | Glasgow Hibernian     |
| Kilmarnock              | 4 – 4  | Annbank               |
| Kilsyth Wanderers       | 2 – 1  | Renton                |
| Kirkcaldy Wanderers     | 3 – 4  | Hibernian             |
| Kirkintilloch Athletic  | 2 – 2  | Clydebank             |
| Lanemark                | Thắng  | Dykebar               |
| Leith Athletic          | 3 – 2  | Annandale             |
| Lochee                  | Thắng  | Dundee Harp           |
| Maryhill                | Thắng  | Southern Athletic     |
| Mauchline               | 1 – 3  | Kilmarnock Athletic   |
| Maybole                 | 3 – 4  | Hurlford              |
| Methlan Park            | 1 – 0  | King's Park           |
| Mid Annandale           | 15 – 1 | Rising Thistle        |
| Montrose                | 7 – 1  | Broughty              |
| Greenock Morton         | 7 – 2  | Ayr Athletic          |
| Mossend Swifts          | Thắng  | Lassodie              |
| Motherwell Shamrock     | 3 – 7  | Fairfield             |
| Neilston                | 7 – 3  | Bute Rangers          |
| Newton Stewart Athletic | 0 – 9  | Dumfries              |
| Northern                | 5 – 0  | Clydesdale *          |
| Oban                    | 3 – 0  | Oban Rangers          |
| Old Kilpatrick          | 1 – 6  | Jamestown             |
| Orion                   | 1 – 5  | Aberdeen              |
| Penicuik Athletic       | 5 – 3  | Champfleurie          |
| Port Glasgow Athletic   | 0 – 2  | Monkcastle            |
| Royal Albert            | 5 – 4  | Motherwell            |
| Rutherglen              | Thắng  | St.Bride's            |
| Saltcoats Victoria      | 4 – 3  | Lochwinnoch           |
| Slamannan               | 6 – 2  | Gairdoch              |
| Smithston Hibernian     | 2 – 8  | Dumbarton             |
| St Bernard's            | 7 – 0  | Adventurers***        |
| Stenhousemuir           | Thắng  | Vale of Leven         |
| Stevenston Thistle      | 9 – 2  | Stewarton Cunninghame |
| St Johnstone            | 2 – 2  | Coupar **             |
| Stranraer               | Thắng  | Moffat                |
| Strathmore              | Thắng  | East End              |
| Thistle                 | 3 – 5  | Queen's Park          |
| Tillicoultry            | 1 – 5  | Dalmuir Thistle       |
| Uddingston              | 6 – 0  | Hamilton Harp         |
| Union Dumbarton         | 12 – 1 | Grasshoppers          |
| Vale of Bannock         | Thắng  | Falkirk               |
| Whifflet Shamrock       | Thắng  | Summerton Athletic    |
| Wishaw Thistle          | 3 – 2  | Partick Thistle       |

- * Trận đấu tuyên bố bỏ trống
  -     - St Johnstone Declared winner against Coupar after 2-2 draw
      - St Bernards Disqualified

Beith, Bellstane Birds, Glengowan, Portland Lybstor và Edinburgh University đi thẳng vào Vòng Hai.

### Đá lại
| Đội nhà           | Tỉ số | Đội khách              |
| ----------------- | ----- | ---------------------- |
| Northern          | 7 – 1 | Clydesdale             |
| Annbank           | 6 – 2 | Kilmarnock             |
| Arbroath          | 4 – 1 | Dundee Wanderers       |
| Clydebank         | 4 – 3 | Kirkintilloch Athletic |
| Glasgow Hibernian | 5 – 1 | Kelvinside Athletic    |

## Vòng Hai
| Đội nhà              | Tỉ số  | Đội khách               |
| -------------------- | ------ | ----------------------- |
| Abercorn             | 12 – 0 | Cathcart                |
| Aberdeen             | 8 – 0  | Caledonian              |
| Adventurers          | Thắng  | Vale of Leven Wanderers |
| Airdrieonians        | 3 – 1  | Annbank                 |
| Ayr Parkhouse        | 1 – 2  | Summerton Athletic      |
| Bathgate Rovers      | 6 – 2  | Union                   |
| Beith                | 2 – 4  | Cambuslang              |
| Bridge of Allan      | 1 – 5  | Vale of Leven           |
| Broxburn             | 5 – 2  | Clackmannan             |
| Burnbank Swifts      | 2 – 1  | Stevenston Thistle *    |
| Camelon              | 2 – 1  | Alloa                   |
| Campsie              | 4 – 4  | East Stirlingshire      |
| Carlton              | Thắng  | Glengowan               |
| Celtic               | 2 – 2  | Carfin Shamrock         |
| Clydesdale Athletic  | 3 – 5  | Kilsyth Wanderers       |
| Clyde                | 4 – 3  | Hurlford                |
| Crieff               | 0 – 11 | Fair City Athletic      |
| Dalmuir Thistle      | 5 – 7  | Cowdenbeath             |
| Dumfries Wanderers   | 6 – 5  | Dumfries                |
| Dundee Harp          | 1 – 5  | Arbroath                |
| Dundee East End      | 4 – 2  | St Johnstone            |
| Fairfield            | 2 – 5  | Royal Albert            |
| Bo'ness              | 7 – 0  | Bellstane Birds         |
| Fifth KRV            | 9 – 1  | Mid Annandale           |
| Heart of Midlothian  | Thắng  | Burntisland Thistle     |
| Hibernian            | 1 – 9  | Dumbarton               |
| Inveraray            | 4 – 2  | Oban                    |
| Inverness Caledonian | Thắng  | Portland Lybstor        |
| Jamestown            | 2 – 5  | Mossend Swifts          |
| Kirriemuir           | 0 – 3  | Montrose                |
| Leith Athletic       | 7 – 2  | Falkirk                 |
| Linthouse            | 7 – 2  | Maryhill                |
| Monkcastle           | 4 – 3  | Dalry                   |
| Greenock Morton      | 3 – 2  | Neilston                |
| Newmilns             | 2 – 2  | Uddingston              |
| Penicuik Athletic    | 3 – 4  | Methlan Park            |
| Queen's Park         | 5 – 1  | Northern                |
| Rutherglen           | 1 – 3  | Ayr                     |
| Saltcoats Victoria   | 3 – 2  | Lanemark                |
| Slamannan            | 5 – 2  | Clydebank *             |
| St Mirren            | 5 – 1  | Albion Rovers           |
| Third Lanark         | 8 – 1  | Kilmarnock Athletic     |
| Wishaw Thistle       | 4 – 1  | Glasgow Hibernian       |

- Trận đấu tuyên bố bỏ trống

Dundee Our Boys, Edinburgh University và Stranraer đi thẳng vào Vòng Ba.

### Đá lại
| Đội nhà         | Tỉ số | Đội khách          |
| --------------- | ----- | ------------------ |
| Burnbank Swifts | 3 – 0 | Stevenston Thistle |
| Slamannan       | 3 – 5 | Clydebank          |
| Campsie         | 1 – 3 | E.Stirlingshire    |
| Carfin Shamrock | 1 – 3 | Celtic             |
| Uddingston      | 1 – 3 | Newmilns           |

## Vòng Ba
| Đội nhà              | Tỉ số  | Đội khách           |
| -------------------- | ------ | ------------------- |
| Airdrieonians        | 8 – 0  | Glengowan           |
| Bathgate Rovers      | 6 – 0  | Broxburn            |
| Cambuslang           | 1 – 2  | St Mirren           |
| Clyde                | 3 – 4  | Ayr                 |
| Dumbarton            | 6 – 0  | Clydebank           |
| Dumfries Wanderers   | Thắng  | Stranraer           |
| Edinburgh University | 3 – 2  | Cowdenbeath         |
| East Stirlingshire   | 3 – 3  | Camelon             |
| Bo'ness              | 1 – 1  | Mossend Swifts      |
| Inverness Caledonian | 6 – 2  | Aberdeen            |
| Kilsyth Wanderers    | 0 – 8  | Vale of Leven       |
| Leith Athletic       | 12 – 0 | Adventurers         |
| Linthouse            | 3 – 4  | Abercorn            |
| Methlan Park         | 0 – 3  | Heart of Midlothian |
| Monkcastle           | 1 – 7  | Burnbank Swifts     |
| Montrose             | 4 – 1  | Fair City Athletic  |
| Greenock Morton      | 10 – 0 | Inveraray           |
| Dundee Our Boys      | 4 – 0  | East End            |
| Queen's Park         | 6 – 0  | Uddingston          |
| Royal Albert         | 6 – 2  | Saltcoats Victoria  |
| Third Lanark         | 8 – 1  | Summerton Athletic  |
| Wishaw Thistle       | 2 – 6  | Celtic              |

Arbroath và Fifth KRV đi thẳng vào vòng Bốn.

### Đá lại
| Đội nhà        | Tỉ số  | Đội khách          |
| -------------- | ------ | ------------------ |
| Camelon        | 6 – 10 | East Stirlingshire |
| Mossend Swifts | 9 – 1  | Bo'ness            |

## Vòng Bốn
| Đội nhà              | Tỉ số | Đội khách            |
| -------------------- | ----- | -------------------- |
| Abercorn             | 8 – 0 | Bathgate Rovers      |
| Airdrieonians        | 1 – 2 | St Mirren            |
| Ayr                  | 3 – 4 | Heart of Midlothian  |
| Dumbarton            | 7 – 3 | Mossend Swifts       |
| Edinburgh University | 0 – 7 | Queen's Park         |
| East Stirlingshire   | 2 – 0 | Inverness Caledonian |
| Fifth KRV            | 6 – 2 | Arbroath             |
| Leith Athletic       | 3 – 1 | Vale of Leven        |
| Montrose             | 0 – 3 | Third Lanark         |
| Greenock Morton      | 6 – 4 | Dumfries Wanderers   |
| Dundee Our Boys      | 1 – 3 | Celtic               |
| Royal Albert         | 1 – 0 | Burnbank Swifts      |

## Vòng Năm
| Đội nhà             | Tỉ số | Đội khách       |
| ------------------- | ----- | --------------- |
| Celtic              | 2 – 2 | Royal Albert *  |
| Dumbarton           | 2 – 0 | Fifth KRV *     |
| Heart of Midlothian | 5 – 1 | Greenock Morton |
| St Mirren           | 2 – 3 | Queen's Park    |

- Match declared void

East Stirlingshire, Leith Athletic, Abercorn và Third Lanark đi thẳng vào Tứ kết.

### Đá lại
| Đội nhà      | Tỉ số | Đội khách |
| ------------ | ----- | --------- |
| Royal Albert | 0 – 4 | Celtic *  |
| Dumbarton    | 8 – 0 | Fifth KRV |

- Trận đấu bị hủy bỏ

### Đá lại lần 2
| Đội nhà | Tỉ số | Đội khách    |
| ------- | ----- | ------------ |
| Celtic  | 2 – 0 | Royal Albert |

## Tứ kết
| Đội nhà             | Tỉ số | Đội khách          |
| ------------------- | ----- | ------------------ |
| Dumbarton           | 3 – 0 | Celtic             |
| Heart of Midlothian | 3 – 1 | East Stirlingshire |
| Leith Athletic      | 2 – 3 | Abercorn           |
| Queen's Park        | 1 – 1 | Third Lanark       |

### Đá lại
| Đội nhà      | Tỉ số | Đội khách    |
| ------------ | ----- | ------------ |
| Third Lanark | 2 – 2 | Queen's Park |

### Đá lại lần 2
| Đội nhà      | Tỉ số | Đội khách    |
| ------------ | ----- | ------------ |
| Third Lanark | 4 – 1 | Queen's Park |

## Bán kết
| Đội nhà      | Tỉ số | Đội khách           |
| ------------ | ----- | ------------------- |
| Dumbarton    | 3 – 1 | Abercorn            |
| Third Lanark | 1 – 4 | Heart of Midlothian |

## Chung kết
| Heart of Midlothian | 1 – 0 | Dumbarton |
| ------------------- | ----- | --------- |
|                     |       |           |